# Alfeo (fiume del Peloponneso)
Il fiume Alfeo (in greco Ἀλφειός?, Alpheiós) è un corso d'acqua della Grecia meridionale della lunghezza di 114 chilometri. È il maggiore fiume del Peloponneso e scorre nell'Arcadia e nell'Elide.

## Corso del fiume

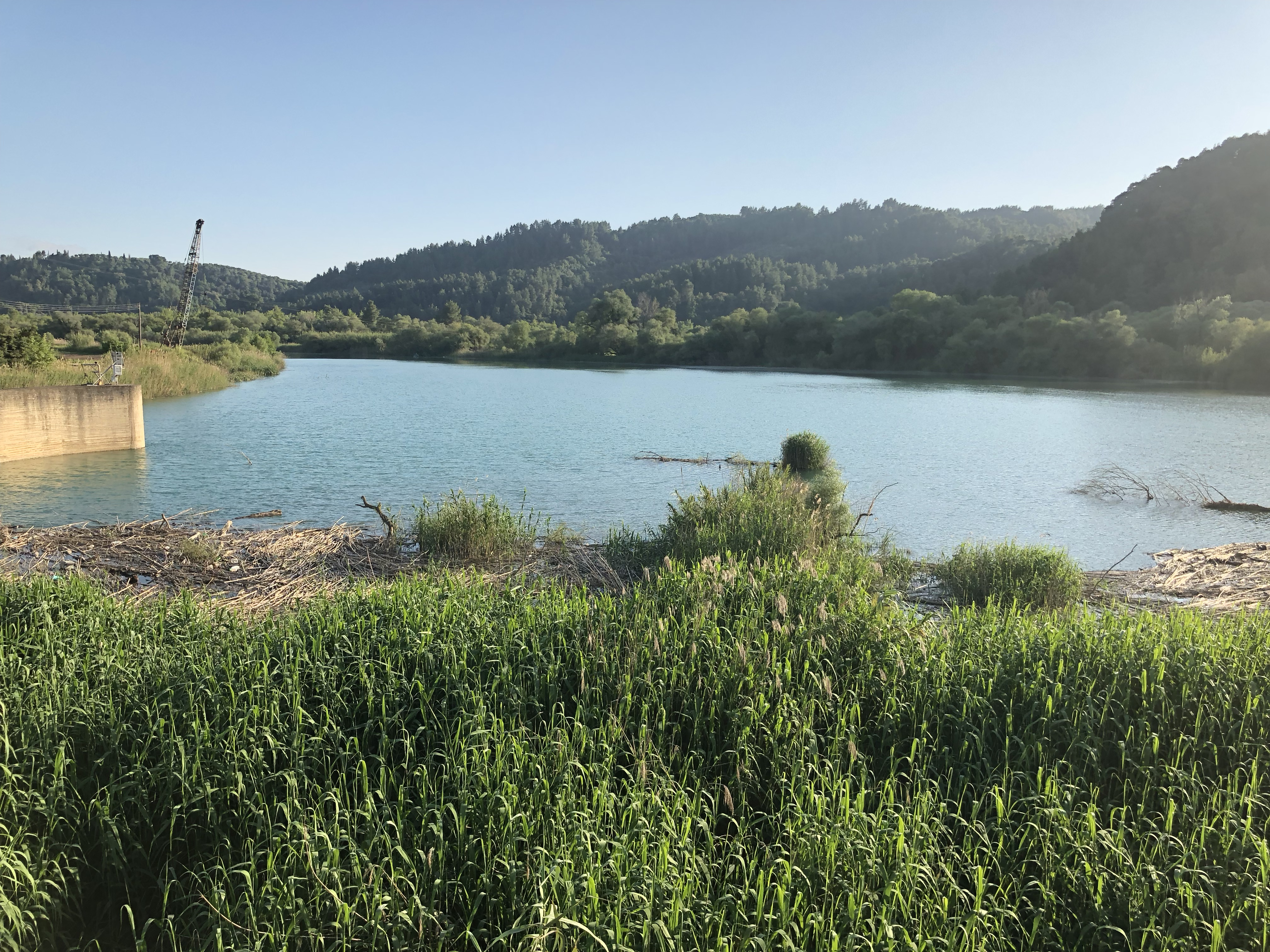
Il fiume nei pressi di Olimpia.

Nasce presso Dorizas, in Arcadia, al confine con la Laconia. Nel suo alto corso, cambiato radicalmente dall'antichità ad oggi, il fiume è noto per "scomparire": esso infatti si inabissa percorrendo un letto sotterraneo detto Katavothra, "cascate", per riapparire più a valle attraverso una sorta di seconda sorgente.
Il fiume scorre fra i siti delle antiche città di Megalopoli e Licosura prima e Gortina e Alifera, poi, giunto presso la località Chania riceva da destra il fiume Ladone e alcuni km più a valle riceve sempre da destra il fiume Erimanto presso Tripotamia.
Da qui il fiume entra nell'antica Pisàtide e nella piana di Olimpia, lambendo Pisa e il sito archeologico presso il quale riceve le acque di un piccolo corso d'acqua di nome Cladeo e, dopo essere stato sbarrato da una diga, finisce con lo sfociare nel golfo dell'Arcadia, poco a sud della città di Pirgo. Anticamente l'ultimo tratto era navigabile per le navi romane e presso la sua foce vi era un bosco sacro dove era stato eretto un tempio ad Artemide Alfiussa.

## Regime idrologico
L'Alfeo è il fiume maggiormente ricco di acque del Peloponneso, la sua portata oscilla da un minimo assoluto di 13 m3/s registrata nel periodo estivo ad un massimo assoluto di 2380 m3/s.
Il volume annuo di acqua scaricata nel Mediterraneo è di 2100*106 m3.

## Nella letteratura

### Mitologia
È un fiume che ricorre diverse volte nella mitologia greca, e in particolare la quinta delle dodici fatiche di Eracle, consistente nella ripulitura delle stalle di Augia, sarebbe stata superata deviando le acque dell'Alfeo che avrebbero quindi portato con sé tutto il letame accumulato.
L'altro mito è legato al dio Alfeo che si sarebbe innamorato della naiade Aretusa.

### Poesia
Al fiume è dedicata Seguendo l'Alfeo di Salvatore Quasimodo, compresa nella raccolta La terra impareggiabile.